# Raymond Vouel
Raymond Vouel (Rumelange, 8 d'abril de 1923 - Ciutat de Luxemburg, 12 de febrer de 1987) fou un polític luxemburguès que va ser ministre al seu país i Comissari Europeu entre 1977 i 1981.
Va néixer el 8 d'abril de 1923 a la població de Rumelange, situada al cantó d'Esch-sur-Alzette. Va morir el 12 de febrer de 1987 a la ciutat de Luxemburg.
Membre del Partit Socialista dels Treballadors (LSAP), entre juliol de 1964 i febrer de 1968 fou nomenat Secretari d'Estat en el govern de Pierre Werner, sent responsable de les àrees de salut, treball, seguretat social i mineria.
El juny de 1974 fou nomenat Viceprimer Ministre i Ministre de Finances en el govern del primer ministre Gaston Thorn, càrrecs que va ocupar fins al 1976. Aquell any abandonà la política nacional per esdevenir membre de la Comissió Jenkins, ocupant el càrrec de Comissari Europeu de la Competència fins al gener de 1981.